# Hãng phim Mỹ Vân
My-Van Films (tiếng Việt: Hãng phim Mỹ Vân) là nhãn hiệu một cơ sở chế tác phát hành điện ảnh độc lập Mỹ, tồn tại từ 1952 tới nay.

## Lịch sử
Tiền thân My-Van Films Studio là hãng phim Mỹ Vân có trụ sở tại Việt Nam từ 1952 tới 1975, là trung tâm điện ảnh tư lập hoàn toàn do người Việt Nam làm chủ.

### Việt Nam
1952–1954
Cuối thập niên 1940, tại Đông Dương vẫn chưa có đội ngũ tài tử hát bóng chuyên nghiệp, cũng chưa hình thành bất cứ cơ sở chế tác và in tráng điện ảnh quy mô lớn ngoài những cơ quan nhỏ chuyên làm phim tài liệu trực thuộc CEFEO. Nhưng ngay cả CEFEO, mỗi khi cần thực hiện một cuốn phim truyện phải rất vất vả thuê tài tử ở Pháp sang hoặc tận dụng tại chỗ các tài tử cải lương, tân nhạc, thoại kịch người Việt, thậm chí mời cả nhạc công, kí giả khi quá gấp.
Vì thế, sang đầu thập niên 1950, khi trị an đã tương đối vãn hồi, các gánh hát lớn bắt đầu đua nhau lập hãng phim để bắt kịp xu thế coi hát bóng ở chốn thị thành. Nhưng kì thực, những đoàn ca nhạc này tuy nhân sự lớn nhưng hoàn toàn thiếu kinh nghiệm điện ảnh, phải thuê kĩ sư từ Hương Cảng, Phi Luật Tân và cả Pháp sang thực hiện, sau đó lại gửi phim ra ngoại quốc in tráng. Bởi vậy, chất lượng phim thường rất hạn chế, đa số chiếu vài bữa đã cụt vốn, không cạnh tranh được với các xuất phẩm điện ảnh Hollywood và Hương Cảng. Có những gánh hát phải rã đám vì không bù lỗ nổi, băng cũng phải đem hủy.
Năm 1952, doanh gia Lưu Trạch Hưng xin cấp phép thành lập tại Hà Nội Việt-Nam Điện-ảnh Công-ti (gọi tắt Việt-Ảnh Mỹ-Vân), chủ trương nhập cảng máy móc và đào tạo nhân lực để chế tác những cuốn phim nghiêm túc. Nhưng do không sẵn trong tay đội ngũ tài tử như các gánh hát, ông quyết định tuyển mộ giới học sinh rồi tiến hành dạy kĩ năng diễn xuất. Năm đó, Việt Ảnh tiến hành lancet đôi đào Lan Hương và Thanh Hương (bấy giờ cùng theo học trường Đồng Khánh) trên mặt báo để xuất xưởng cuốn phim truyện tiên phong Cô gái Việt. Một phim ca nhạc kết hợp thời trang đậm phong cách Skirts Ahoy!, huy động 500 nữ diễn viên quần chúng. Nội dung phim rất trẻ trung đánh vào thị hiếu giới học sinh Hà thành, gây nên một không khí hoàn toàn tươi mát giữa thời lửa loạn.
Sang năm 1953 lại nổi lên hãng Việt Films của doanh gia Hà Quang Định và phu nhân Ái Liên, một cơ sở điện ảnh có sẵn đội ngũ tài tử cải lương tân nhạc ăn khách nhất nhì miền Bắc. Ba hãng Việt Ảnh, Việt Films và Kim Chung tạo nên cuộc cạnh tranh vô cùng hăm hở trên màn ảnh đại vĩ tuyến và cả mặt báo khắp ba miền, góp phần làm phong phú sinh hoạt văn nghệ miền Bắc vốn đang cần thiết sự cách tân.
Tuy nhiên, chỉ chưa đầy năm, sự kiện Điện Biên gây lại nguy cơ xáo động chính trị Việt Nam. Ngày 5 tháng 5 năm 1954, ông Lưu Trạch Hưng đóng cửa trụ sở Việt Ảnh Hà Nội, đưa gia đình di cư vào Nam. Cuối năm đó, hãng Việt Films xóa bảng hiệu, chỉ giữ lại một phần gánh hát. Còn hãng Kim Chung cũng ngưng làm phim, để một đoàn nhỏ tại Hà Nội, còn nhân sự chủ yếu di cư vào Nam hoạt động cải lương thuần túy.
1954–1960
Tại quê hương mới miền Nam, giám đốc Lưu Trạch Hưng khai trương biển hiệu Mỹ-Vân Điện-ảnh Công-ty (giao dịch quốc tế My-Van Films Studio) tại số 06 Ngô Thời Nhiệm, quận 3, Sài Gòn. Nhãn hiệu đặt lại theo nhũ danh bà Lưu Trạch Hưng (Nguyễn Lưu Mỹ Vân).
Trong các năm 1955-6, hãng Mỹ Vân hợp tác với các nghệ sĩ Nguyễn Thành Châu, Túy Hoa, Anh Lân... sản xuất phim ca nhạc Quan Âm Thị Kính, Tình quê ý nhạc, đạt thành tựu ấn tượng về doanh thu, trở thành cơ sở điện ảnh đáng tin cậy và có quy mô lớn nhất miền Nam. Vị thế này chỉ phần nào bớt đi khi Trung tâm Quốc gia Điện ảnh hình thành (1959).
Từ 1956 tới 1957, hãng Mỹ Vân lại tiến hành cuộc Tuyển-lựa Diễn-viên Điện-ảnh để tái lập đội ngũ tài tử chuyên nghiệp, được kí giao kèo và bao ăn ở tại chỗ. Từ cuộc thi này đã chọn ra được những Thẩm Thúy Hằng, Nguyễn Đình Dần, Kim Vui, La Thoại Tân, Trang Thiên Kim... mà về sau đều khuynh đảo thị trường điện ảnh Việt Nam Cộng hòa và Á châu.
Từ Giáng Sinh 1957 sang Tết Nguyên Đán 1958, hãng Mỹ Vân tích cực quảng bá rồi tung ra xuất phẩm điện ảnh ca nhạc cổ trang Người đẹp Bình Dương, đạt thành tựu vẻ vang cả doanh thu và nghệ thuật. Phim ngay lập tức đưa tài tử Thẩm Thúy Hằng lên hàng đệ nhất minh tinh điện ảnh, được dư luận Á châu chú ý. Ngay sau đó là phim Tơ vương đến thác cũng hốt bạc, đưa đôi tài tử La Thoại Tân (Trương Chi) và Kim Cương (Mỵ Nương) lên đỉnh vinh quang.
Đầu năm 1959, hãng lại công chiếu bộ phim bi tình thành thị Chị chồng tôi dựa theo tuồng cải lương Người thợ vẽ, nhưng hoàn toàn thất thu.
Năm 1960, hãng thuê cựu cao học sinh điện ảnh Paris Lê Mộng Hoàng thực hiện cuốn phim cổ trang phong cách Nhật Bản Đôi mắt huyền, bắt chước trào lưu coi phim kiếm hiệp Kurosawa đương thời, tuy nhiên kịch bản phim là chuyển thể tuồng cải lương Thuyền ra cửa biển của soạn giả Phong Anh – Yên Trang trước đó đã làm nên tên tuổi Thành Được – Út Bạch Lan – Thanh Nga. Bản thân đạo diễn Lê Mộng Hoàng cũng vừa đạt thành công ấn tượng với hai cuốn Bụi đời (1957) và Vụ án tình (1959). Ngoài việc mời dàn tài tử thượng thặng từ sân khấu thoại kịch thì nhà sản xuất phải đặt mua đạo cụ từ Nhật Bản rất tốn kém. Câu chuyện tình tay ba tay tư nhiều ân oán hiểu lầm này gây cháy vé tại cụm rạp lớn nhất đô thành Sài Gòn, cũng đem lại vị thế ổn vững cho hãng Mỹ Vân suốt nhiều năm sau.
1960–1970
Từ thập niên 1960, khi tiềm lực kỹ thuật và tài chính đều khả quan, hãng Mỹ Vân thường xuyên hợp tác với chính quyền thông qua Trung tâm Quốc gia Điện ảnh dưới nhãn hiệu Liên-Ảnh Công-ti (gọi tắt Liên-Phim) để sản xuất những phim có tầm vóc lớn cả về kinh phí và nghệ thuật nhằm đưa điện ảnh Việt Nam ra thị trường quốc tế, tận thâu một khoản ngân sách lớn cho quốc gia. Bằng hình thức này, phía Mỹ Vân tận dụng được nguồn kỹ thuật cùng khí tài khổng lồ từ quyết sách bảo trợ văn nghệ của chính phủ, đồng thời có đủ uy tín mời các nhà thầu. Báo giới đương thời thường gọi hãng Mỹ Vân là "Warner Bros Việt Nam", bởi nhân sự chủ chốt hầu hết là người cùng gia đình, nhưng điểm trọng yếu là chất lượng thẩm mỹ cao tới từng mét phim mà hiếm hãng nào cạnh tranh nổi.
Giai đoạn này, hãng Mỹ Vân xây cất một phim trường khá lớn tại xa lộ Biên Hòa, đủ sức thực hiện những cuốn phim cần bối cảnh sâu thay vì mượn không gian sẵn rất tốn kém. Nhìn chung đây là giai đoạn khả quan nhất, khi Mỹ Vân Điện ảnh là một trong những cơ sở điện ảnh tư lập hàng đầu Á châu, cho ra được những cuốn phim cạnh tranh được với các nền điện ảnh lớn bấy giờ là Nhật Bản, Hương Cảng, Phi Luật Tân và Ấn Độ, một số cuốn còn tiếp cận được các thị trường khó tính như Pháp và Bắc Mỹ.
1970–1975
Đầu thập niên 1970, tình hình Đông Nam Á rất căng thẳng vì hiệu ứng Chiến tranh Việt Nam. Trong bối cảnh đó, điện ảnh Việt Nam chịu áp lực từ những nền điện ảnh mới nổi là Đài Loan, Thái Lan, Đại Hàn với chất lượng chế tác hơn hẳn. Cả điện ảnh và sân khấu Việt Nam đều sa sút nghiêm trọng do sự du nhập phim kiếm hiệp Hương Cảng, Đài Loan, phim Viễn Tây Ý và dòng phim hành động chiến tranh Hollywood. Kỹ thuật điện ảnh thời này không còn dễ dãi với những bối cảnh đơn sơ, câu chuyện nhuần nhị nữa mà đòi hỏi xung đột cao, nhiều tình tiết li kì.
Tại sự kiện Ngày Điện Ảnh Việt Nam kì II (29 tháng 02 năm 1970), ông hội trưởng Thái Thúc Nha đọc diễn văn kêu gọi chấn hưng và bảo trợ điện ảnh quốc nội trước cường lực ngoại lai. Từ cuốn phim truyện màu tiên phong Từ Sài Gòn tới Điện Biên Phủ (1967–70), hãng Mỹ Vân bắt đầu khai trương hình thức hợp tác quốc tế để tiếp thu những kỹ thuật tân tiến nhất. Thay vì chế tác mỗi năm một phim như trước, trung bình mỗi năm hãng tăng lên 3 phim, phân ra nhiều thể loại để tiếp cận nhiều đối tượng khán giả hơn, ở thời điểm trình độ điện ảnh đại chúng đã tăng cao. Thời gian này, hãng cũng đầu tư sản xuất những cuốn phim tài liệu dài, chủ yếu khai thác tận gốc cuộc Chiến tranh Việt Nam đang hồi quyết liệt.
Mùa hè năm 1971, xuất phẩm Chân trời tím ra mắt khán giả toàn quốc, đạt doanh thu 100 triệu đồng (so với tổng kinh phí 14 triệu) riêng tại Việt Nam, chưa tính thị trường hải ngoại. Cuốn phim tình cảm chiến tranh lâm li bi đát này là đề án do 7 hãng phim lớn nhất miền Nam đầu tư, huy động 600 tài tử cùng lượng khí tài khổng lồ của 3 binh chủng. Đích thân tổng thống Nguyễn Văn Thiệu đã trao giải thưởng văn nghệ toàn quốc cho tổng giám chế Quốc Phong tại Dinh Độc Lập, đồng thời, phim giành giải vàng tại Liên hoan phim Á Châu Đài Bắc. Cho tới hết thế kỷ XX vẫn được báo giới quốc tế bình chọn là phim điện ảnh về chiến tranh đồ sộ và hay nhất Á châu. Đây cũng là tác phẩm hay nhất trong sự nghiệp đạo diễn Lê Hoàng Hoa.
Những năm sau, hãng Mỹ Vân liên tục gặt thành tựu với loạt phim hành động hài Bất đắc dĩ (Lê Mộng Hoàng và Lê Hoàng Hoa đạo diễn). Riêng cuốn Năm vua hề về làng (1974) thắng lớn tại các phòng vé Á châu, thậm chí được nhiều hãng khác quan tâm học hỏi để hình thành một phong cách điện ảnh đặc sắc Á Đông. Cũng năm 1974, hãng Mỹ Vân và hãng Alpha kết hợp Bộ Văn Hóa chuẩn bị tiến hành một đợt chấn hưng điện ảnh nữa với hi vọng đưa Việt Nam vươn tầm thế giới, phát động phong trào "người Việt xem phim Việt". Nhưng chưa kịp thực hiện thì xảy ra sự kiện tháng tư đen.
Ngày 05 tháng 05 năm 1975, ông Lưu Trạch Hưng và bà Nguyễn Lưu Mỹ Vân đem con gái nuôi ra Hà Tiên theo một ngư thuyền sang Hồng Kông tị nạn, sau đó sang Nam California định cư. Toàn bộ cơ sở vật chất hãng Mỹ Vân và hãng Alpha bị chính quyền mới niêm phong một thời gian, sau đó tổ chức lại thành Hãng phim Nguyễn Đình Chiểu (gồm trụ sở phố Ngô Thời Nhiệm và rạp Cầu Bông). Nhiều nhân sự cũ được mời trở lại làm phim, trong đó có đạo diễn Lê Mộng Hoàng. Nhờ những tiện nghi này, trong hơn chục năm, Hãng phim Nguyễn Đình Chiểu là cơ sở duy nhất cạnh tranh được với Hãng phim truyện Việt Nam, trước khi cả hai đều bị cơ chế thị trường thập niên 1990 gây cho tê liệt.

### Hoa Kỳ
1975–2016
Ở Mỹ, ông bà Lưu Trạch Hưng đăng ký nhãn hiệu mới My-Van Films Studio (thường gọi My-Van Films hoặc Trung-tâm Mỹ-Vân) có trụ sở tại thành phố San Jose, California. Tuy nhiên, thị hiếu Bắc Mỹ phân hóa rất cao, lại không tìm được nguồn diễn viên xứng tầm, nên nhà Mỹ Vân thu nhỏ hoạt động lại thành cơ sở phát hành băng video (sau này là DVD), mà chủ yếu là phim truyện, hài kịch, ca nhạc...
Ban sơ, nhà Mỹ Vân thuần túy nhập cảng các phim bộ Hồng Kông, Nhật Bản, Ấn Độ về, thuê nhân viên ráp tiếng Việt để phục vụ cộng đồng người Mỹ gốc Việt. Sau này, khi nhà nước Việt Nam tiến hành chính sách mở cửa và cho phép giới điện ảnh truyền hình tham gia hoạt động thương mại, trung tâm Mỹ Vân hầu như là cơ sở hải ngoại duy nhất đưa vào thị trường Bắc Mỹ và Tây Âu những phim truyện miền Bắc (chủ yếu do Trung tâm Phim truyền hình Việt Nam chế tác) ở bối cảnh cộng đồng Mỹ gốc Việt còn nặng kì thị quốc gia – cộng sản.
Năm 1996, Hội Điện ảnh Việt Nam Hải ngoại họp thành lập tại trụ sở hội Việt Nam tương tế (Westminster, California), ông bà Lưu Trạch Hưng cũng tham dự.
2016 tới nay
Kể từ đầu thập niên 2000, nắm bắt xu thế tiến hóa của điện ảnh thế giới – mà trọng tâm là Hollywood, trung tâm Mỹ Vân tiến hành sưu tầm và phục chế phim âm bản các xuất phẩm điện ảnh từ trước năm 1975. Nguyên thời điểm 1975, ông bà Lưu Trạch Hưng kịp mang sang Mĩ 10 cuốn phim, trong đó có tới 4 phim chưa kịp chiếu. Từ năm 2016, gia đình Mỹ Vân bắt đầu thuê chuyên gia xử lý lại âm thanh và tiến hành phục chế phim nhựa lên định dạng số 4K. Sau đó đăng ký bảo hộ tại Viện Lưu trữ Bản quyền Trí tuệ, băng gốc gửi tàng trữ vĩnh viễn ở Viện Nhân học Packard.
Cũng từ năm 2018, kí giả Lê Quang Thanh Tâm đã công bố dần trên mạng xã hội các cuốn phim điện ảnh Việt Nam hiếm mà ông tìm được tại nhiều cơ quan lưu trữ, trong đó có phần không nhỏ là phim hãng Mỹ Vân trước 1975.

## Sản phẩm
- Cô gái Việt (1952)
- Quan Âm Thị Kính (1955)
- Tình quê ý nhạc (1956)
- Bạc trắng lửa hồng (1956)
- Người đẹp Bình Dương (1957)
- Tơ vương đến thác (1958)
- Giọt mưa ngâu (1958)
- Chị chồng tôi (1959)
- Áo dòng đẫm máu (1959)
- Đôi mắt huyền (1960)
- Con gái chị Hằng (1961)
- Đò chiều (1962)
- Tơ tình (1963)
- Yêu (1965)
- Từ Sài Gòn đến Điện Biên Phủ (1967-1970)
- Điệu ru nước mắt (1970)
- Chân trời tím (1970)
- Sau giờ giới nghiêm (1971)
- Vết thù trên lưng ngựa hoang (1971)
- Bẫy ngầm (1972)
- Sợ vợ mới anh hùng (1973)
- Triệu phú bất đắc dĩ (1973)
- Năm hiệp sĩ bất đắc dĩ (1974)
- Người chồng bất đắc dĩ (1974)
- Năm vua hề về làng (1974)
- Giỡn mặt tử thần (1974)
- Quái nữ Việt quyền đạo (1974)
- Việt Nam trong ly loạn (1974)
- Đứa con trong lửa đỏ (1974)

### Tư liệu
- Lien-Anh trên trang Internet Movie Database
- My-Van Films trên trang Internet Movie Database
- My-Van International trên trang Internet Movie Database
- Lịch sử hãng phim Mỹ Vân [liên kết hỏng]
- Đạo diễn Kha Thùy Châu và hành trình gian khó đến với điện ảnh
- Thẩm Thúy Hằng – sắc đẹp một thời Sài Gòn
- Bánh chưng, dưa hành và phim Tết